# Beni Maouche
Beni Maouche (em árabe: بنى معوش) é uma comuna localizada na província de Bugia, no norte da Argélia. Segundo o censo de 2008, a população total da cidade era de 13 412 habitantes.